# -OZONE-
「-OZONE-」（オゾン）は、vistlipの4枚目のシングル。2009年8月5日にマーベラスエンターテイメントから発売された。

## 解説
- 「drop note.」以来9か月ぶりのリリース。
- 通常版「lipper」と、「-OZONE-」のvideo clipが収録された「visiter」の2タイプ仕様。
- 表題曲「-OZONE-」は、テレビ東京系アニメ「遊☆戯☆王5D's」の第3期エンディングテーマとして使用された。
- カップリング曲の「Public GAME」もPSP用ソフト『勇者30』のテーマ曲としてタイアップされている。

## 収録曲

### 通常版「lipper」
1. -OZONE- [4:39]
作詞: 智、作曲: Tohya、編曲: vistlip
2. TWISTER  [3:12]
作詞: 智、作曲: Tohya、編曲: vistlip
3. Public GAME  [3:13]
作詞: 智、作曲: Yuh、編曲: vistlip
4. -OZONE- （karaoke）

### CD+DVD「visiter」
1. -OZONE-
2. TWISTER
3. Mr.Grim [4:13]
作詞: 智、作曲: Yuh、編曲: vistlip

## タイアップ
| 曲名        | タイアップ                                                |
| ----------- | --------------------------------------------------------- |
| -OZONE-     | テレビ東京系アニメ『遊☆戯☆王5D's』第3期エンディングテーマ |
| Public GAME | PSP用ソフト『勇者30』使用曲                               |

## 収録作品
| 発売日        | タイトル | 備考                 |
| -OZONE-       | -OZONE-  | -OZONE-              |
| ------------- | -------- | -------------------- |
| 2009年12月9日 | THEATER  | オリジナルアルバム。 |